# Chanson française
Chanson française er betegnelsen for en musikgenre der består af sang fremført på fransk og primært udgivet i den fransktalende del af verden.
Betegnelsen har eksisteret siden slutningen af 2. verdenskrig og er opstået som en reaktion på den dominerende anglo-amerikanske indflydelse på musikindustrien. 

## Grupper
Louise Attaque, Tarmac, Les Valentins, Superbus, Paris Combo, Astonvilla, Matmatah, Tanger, Téléphone, Rita Mitsouko, Red Cardell, La Rue Kétanou, La Mine de Rien, Les Blaireaux, Les Ogres de Barback, Les Yeux D'la Tête, Les Dessous de la vie, Adagio, Dagoba, Gojira, Stéphane & Didier et Cie., JMJ, Tournée Générale, la Villa Ginette, Face à la mer, Mon côté punk

## Kvindelige sangere
Vitaa, Dorothée, Dalida,Sylvie Vartan, Édith Piaf, Patricia Kaas, Mylène Farmer, La Grande Sophie, Jane Birkin, Elsa Lunghini, Juliette, Maurane, Françoise Hardy, Céline Dion, Natasha St Pier, Julie Zenatti, Zazie, Hélène Ségara, Coralie Clément, Daphné, Barbara Carlotti, Emily Loizeau, Oshen, Keren Ann Zeidel, Nolwenn Leroy, Camille, Emma Daumas, Claire Denamur, Jenifer, Clarika, Axelle Red, Alizée, Pauline Croze, Shy'm,Lorie,Elodie Frégé, Agnès Bihl, Barbara Weyman, Véronique Sanson, Liane Foly, Joyce Jonathan, Tal, Olivia Ruiz.

## Mandlige sangere
Alain Bashung, Albin de la Simone, Alex Beaupain, Mathieu Boogaerts, Alexis HK, Art Mengo, Bastien Lallemant, Bénabar, Bertrand Burgalat, Brice Conrad, Bruno Maman, Bruno Pelletier, Calogero, Chet, Christophe Maé, Corneille, Da Silva, Daniel Balavoine, Daniel Lavoie, Didier Caesar alias Dieter Kaiser, Eddy Mitchell, Emmanuel Moire, Faudel, Florent Pagny, Francis Cabrel, Franck Monnet, Garou, Grégoire, Jean Ferrat, Jean-Jacques Goldman, Jean-Louis Aubert, Johnny Hallyday, Julien Clerc, Les Fatals Picards, Martin Rappeneau, Renaud Séchan,M,Milton édouard MC Solaar, Pascal Obispo, Pierre Bondu, Raphaël, Renan Luce, S Petit Nico, Sanseverino, Sébastien Martel, Sébastien Tellier, Stéphane Quérioux, Silvain Vanot, Sinclair, Yannick Noah, Ycare, Yves Romao, Philippe Katerine, Hubert-Félix Thiéfaine, Loïc Lantoine, Batlik, Kaar Kaas Sonn, Jacques Higelin, Arthur H, Yvan Dautin, Patrick Fiori